# Prise de force
La prise de force, ou prise de puissance, est une pièce mécanique permettant de transmettre le couple d'un moteur à un outil mécanique, permettant ainsi la mise en mouvement de cet outil grâce à la rotation d'un arbre cannelé sur lequel elle vient s'emboîter. Il peut être utilisé sur des poids lourds ou sur des engins agricoles.

## Histoire
Avant l'invention de la prise de force, il était possible d'avoir un mouvement de rotation sur une machine fixe, ou aussi sur la roue d'un tracteur, mais dans ce dernier cas, la transmission d'un mouvement n'était disponible que lorsque le tracteur avançait.
La prise de force est une invention française d'Albert Gougis, un fermier et professeur de faculté français, qui a pu ainsi utiliser l'énergie d'un tracteur avec des appareils existants pouvant également continuer à être utilisés de manière classique tirés par des chevaux.
Initialement elle permettait de faire fonctionner une lieuse en utilisant quelque cardan. Ces travaux menés de 1905 à 1908 n'ont pas débouché sur une industrialisation massive, et Gougis a abandonné sa conception.
Une dizaine d'années plus tard, International Harvester Company (IHC) est la première société à commercialiser le concept sur un tracteur commercial, avec le modèle 8-16, introduit en 1918. Edward A. Johnston, un ingénieur d'IHC, avait en effet été impressionné par le prototype de prise de force réalisé par Gougis. Avec ses collégues d'IHC il incorpore l'idée dans le 8-16, et conçoit une famille d'outils bénéficiant de cette fonction. Dans l'année qui s'ensuivit, la prise de force était présente sur nombre de tracteurs concurrents comme les modèles de chez Case.
Le concept est repris par une société américaine en 1917 : Bert R. Benjamin pour la McCormick Harvesting Machine Company sur un Titan 10-20.
Entre les années 1920 et les années 1950, le concept se popularise et supplante la poulie latérale.

## Véhicules agricoles

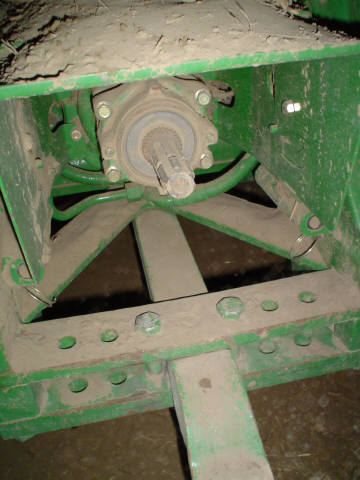
La prise de puissance d'un tracteur.

Appelée prise de force pour des raisons historiques qui ne correspondent pas au vocabulaire scientifique moderne, il s'agit selon d'une prise de puissance (résultat d'un couple multiplié par une vitesse angulaire) : elle sert de source d'énergie aux équipements traînés ou portés grâce à un embout cannelé. Cet embout peut être placé à différents endroits. Généralement, il est situé à l'arrière d'un tracteur agricole mais il peut se trouver à l'avant ou au centre (position ventrale qui est très peu utilisée). Il est possible d'avoir deux embouts (avant et arrière) sur le même tracteur.
Il existe plusieurs systèmes d'entraînement de la prise de force :
- Le premier est un entraînement par un embrayage classique, toute action de débrayage du chauffeur provoque l'arrêt de la prise de force. Ce système est appelé "prise de force classique ou discontinue".

- Le second entraînement est par un embrayage double effet à commande unique. Ce dispositif permet au conducteur d'arrêter l'avancement du tracteur sans interrompre la prise de puissance. Il est appelé "prise de force semi-indépendante".

- Le troisième système est une prise de force semi-indépendante avec un embrayage à commande unique et totalement indépendante grâce à un embrayage à commande séparée. C'est une "prise de puissance mixte" qui est conçue pour tourner à deux vitesses : 540 et 1 000 tr/min (tours par minute).

- Le quatrième système est monté avec un embrayage multi-disques. Il donne aussi deux vitesses de sortie grâce à un échange d'embout. La prise de puissance est "totalement indépendante".

- Le dernier système est réalisé à partir d'un pignon placé à la sortie de la boîte de vitesses. C'est une "prise de force proportionnelle à l'avancement".

L'embout tourne toujours dans le sens horaire. Il peut être de 6, 20 ou 21 cannelures.
L'embout avant est de 6 cannelures et a une vitesse de 1 000 tr/min. Sur certaines marques, cet embout peut avoir deux sens de rotation. Sa mise en mouvement est obtenue par un embrayage à commande électromagnétique.

## Poids lourds

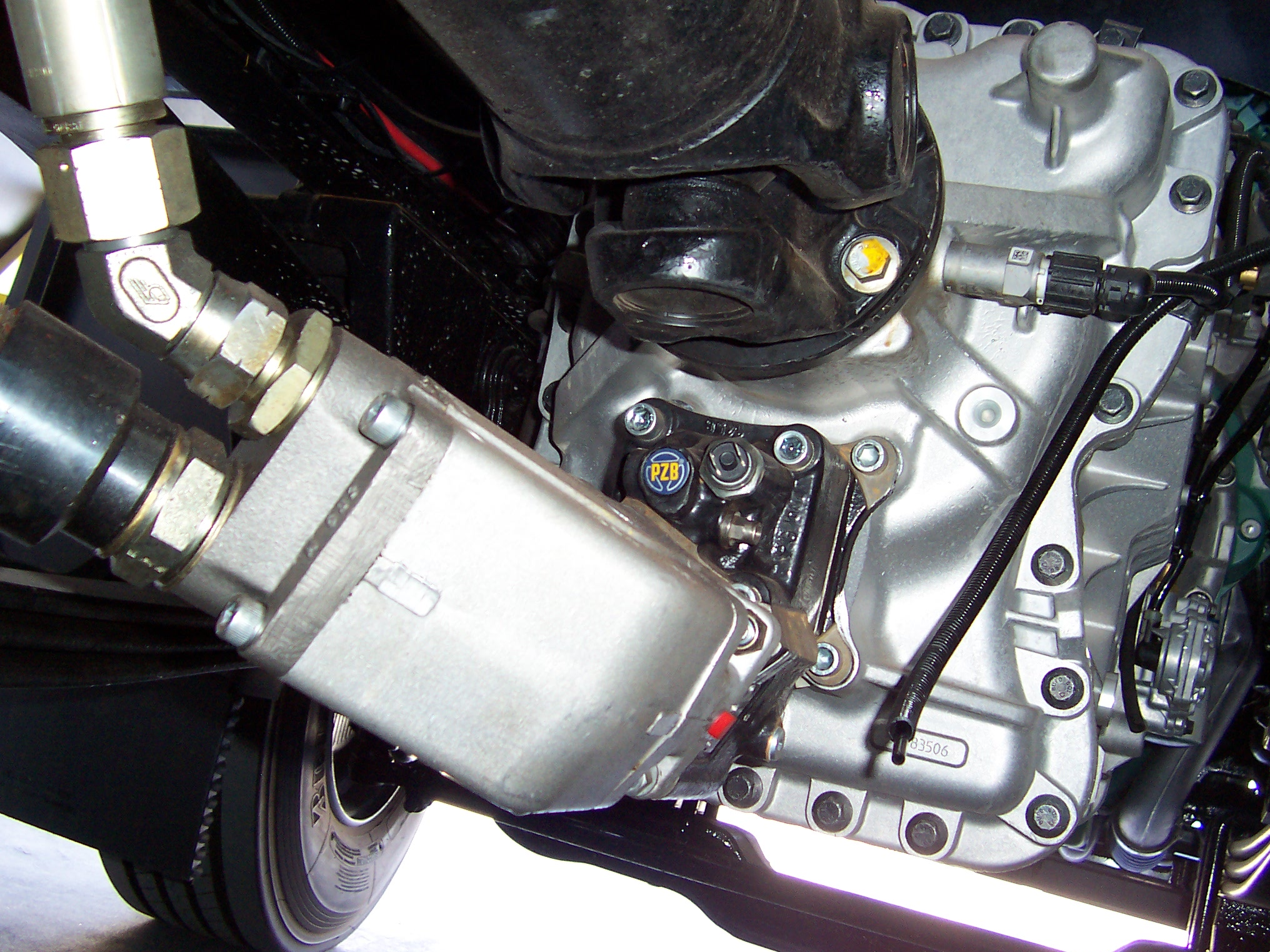
Une pompe oléohydraulique (en gris) montée sur la boîte de vitesses d'un poids lourd, via une prise de force (en noir).

Une prise de force peut être montée à différents endroits sur une transmission de poids lourds. À l'instar des engins agricoles, celle-ci peut être synchronisée de plusieurs manières avec le moteur, allant de la synchronisation totalement indépendante qui permet de fournir de la puissance avec un rapport de transmission variable, à celle totalement dépendante qui fournit de la puissance selon un rapport fixe. Généralement, la prise de force est utilisée pour faire tourner une pompe oléohydraulique qui sert à fournir de l'énergie à des machines hydrauliques embarquées dans le véhicule via un système hydraulique, mais elle peut également être directement reliée à une machine (telle qu'une pompe à incendie) par un arbre de transmission. 